# Gorcsok és Gumblik
A Gorcsok és Gumblik 2015-2018 angol-ausztrál 3D-s számítógépes animációs sorozat. A tévéfilmsorozat Cake Entertainment, Cheeky Little Media, Mighty Nice, Bang Zoom! Entertainment, CBBC, Netflix és Seven Network gyártásában készült. Műfaját tekintve vígjáték és kalandfilmsorozat. A sorozat részei először 2015. december 18. -án kerültek fel a Netflixre, Magyarországon először a Kiwi TV adja 2018. október 29-étől.

## Szereplők
| Szereplő     | Eredeti hang       | Magyar hang     |
| ------------ | ------------------ | --------------- |
| Tink         | Robbie Daymond     | Zámbori Soma    |
| Bounce       | Kathryn Drysdale   | Solecki Janka   |
| Willi        | Tara Sands         | Markovics Tamás |
| Jolli        | Akiya Henry        | Hermann Lilla   |
| Merri        |                    | Molnár Ilona    |
| Happi        | Jeff Rawle         | Csuha Lajos     |
| Gorcs király | Ray Chase          | Faragó András   |
| Snorg        | Laila Berzins      | Makay Andrea    |
| Időjós       |                    | Sági Tímea      |
| Chank        | Kyle McCarley      | Pálmai Szabolcs |
| Smiggle      | Keith Silverstein  | Papucsek Vilmos |
| Gubbo        | Kyle Hebert        | Orosz Gergő     |
| Glob         | Jessica Gee-George | Berkes Bence    |

## Magyar változat
- Főcím: Korbuly Péter
- Magyar szöveg: Csontos Judit
- Gyártásvezető: Szerepi Hella
- Hangmérnök és vágó: Gajda Mátyás
- Szinkronrendező: Molnár Ilona
- Produkciós vezető: Kicska László
- A szinkront a TV2 Csoport megbízásából a Subway stúdió készítette.

## Epizódok

### 1. évad
| #   | Eredeti cím               | Magyar cím              | Írta           | Magyar premier     |
| --- | ------------------------- | ----------------------- | -------------- | ------------------ |
| 1.  | The Gumbledex             | A Gumblidex             | Jen Upton      | 2018. október 29.  |
| 2.  | King Sized Calamity       | Repül a, repül a...     | Dave Ingham    | 2018. október 29.  |
| 3.  | Song of Buttersnikes      | Megnemértett tehetségek | Marcus Fleming | 2018. október 30.  |
| 4.  | The Spangler              | Begorcsoltam            | Black Sheep    | 2018. október 30.  |
| 5.  | Undercover Gumble         | Az ál Gorcs             | Matt Baker     | 2018. október 31.  |
| 6.  | Up Up and Away            | Csúcs támadás           | Richard Preddy | 2018. október 31.  |
| 7.  | Grubloom Day              | Hernyó háj              | Denise Cassar  | 2018. november 1.  |
| 8.  | Gumble Rally              | A Gumbli ralli          | Black Sheep    | 2018. november 1.  |
| 9.  | Toot on Duty              | Toot őrségben           | Marcus Fleming | 2018. november 2.  |
| 10. | Gumble Magnetism          | Gumbli mágnes           | Denise Cassar  | 2018. november 2.  |
| 11. | The King's Seat           | A király trónja         | Dave Ingham    | 2018. november 5.  |
| 12. | Burples                   | Börfi                   | Marcus Fleming | 2018. november 6.  |
| 13. | Abominable Gumble         | Irtózatos Gumbli        | Denise Cassar  | 2018. november 6.  |
| 14. | This Means Peace          | Ez békét jelent         | Marcus Fleming | 2018. november 7.  |
| 15. | King Prisoner             | Királyi fogoly          | Richard Preddy | 2018. november 7.  |
| 16. | The Monster in the Moat   | A vizesárok szörnye     | Black Sheep    | 2018. november 8.  |
| 17. | The Blame Game            | Ki a hibás?             | Marcus Fleming | 2018. november 8.  |
| 18. | Gumble Grabba             | Gumbli fogó             | Denise Cassar  | 2018. november 9.  |
| 19. | Sammi Whammi Gumble       | Gumbli az űrben         | Dan Mansour    | 2018. november 12. |
| 20. | Those Magnificent Gumbles | Hol a sárkányom?        | Richard Preddy | 2018. november 14. |
| 21. | Captain Grate-Face        | Gyalú kapitány          | Matt Baker     | 2018. november 15. |
| 22. | Tink's Big Stink          | Bűzbomba                | Sam Barlow     | 2018. november 15. |
| 23. | The Sneaky Snike          | A Gorcs dombi faló      | Dave Ingham    | 2018. november 16. |
| 24. | Blue Grub Moon            | Holdkóros Gumblik       | Marcus Fleming | 2018. november 19. |
| 25. | Gumble Pie                | A Gumbli bogyó szörp    | Mad Hodkinson  | 2018. november 20. |
| 26. | The Age of Gumbletron     | Gumblitron kora         | Jen Upton      | 2018. december 3.  |

### 2. évad
| #   | #   | Eredeti cím                       | Magyar cím                   | Írta                                        | Magyar premier     |
| --- | --- | --------------------------------- | ---------------------------- | ------------------------------------------- | ------------------ |
| 27. | 1.  | Happy Gumbleday to Bounce         | Boldog Gumblinapot Bouncenak | Jim Martin                                  | 2018. november 5.  |
| 28. | 3.  | The Pied Tooter                   | Furulyás Toot                | Bruce Griffiths                             | 2018. november 9.  |
| 29. | 3.  | A Grubby Truce                    | Egy szájban az ellenséggel   | Matt Baker                                  | 2018. november 12. |
| 30. | 4.  | Cloudy with a Chance of Gumbles   | Felhő a láthatáron           | Bruce Griffiths                             | 2018. november 13. |
| 31. | 5.  | A Gumble Too Far                  | Nagy mosolyt                 | Jim Martin                                  | 2018. november 13. |
| 32. | 6.  | Hair Today                        | A trófea                     | Richard Preddy                              | 2018. november 14. |
| 33. | 7.  | Wise Guy                          | Észlény                      | Marcus Fleming                              | 2018. november 16. |
| 34. | 8.  | Mangled!                          | Katyvasz                     | Jen Upton                                   | 2018. november 19. |
| 35. | 9.  | Eau de Gumble                     | Gumbli parfűm                | Denise Cassar                               | 2018. november 20. |
| 36. | 10. | Happi Go Lucky                    | Ezek a mai fiatalok          | Jen Upton                                   | 2018. november 21. |
| 37. | 11. | You Got Grubb'd                   | Behernyóztad                 | Tim Bain                                    | 2018. november 21. |
| 38. | 12. | The Neverstorm                    | Soha-vihar                   | Denise Cassar                               | 2018. november 22. |
| 39. | 13. | Where's Willi?                    | Hol van Willi?               | Ray Boseley                                 | 2018. november 22. |
| 40. | 14. | The Ugly Pageant                  | A rusnya verseny             | Matt Baker                                  | 2018. november 23. |
| 41. | 15. | Vive La Grub                      | Éljen a hernyó               | Tim Bain                                    | 2018. november 23. |
| 42. | 16. | Gubbo's Great Grub Grabber        | Gubbo hernyó fogója          | Marcus Fleming                              | 2018. november 26. |
| 43. | 17. | In Your Dreams                    | Gumblik és álmok             | Balck Sheep, Ciaran Murtagh és Andrew Jones | 2018. november 26. |
| 44. | 18. | The Return of Sammi Whammi Gumble | Sammi Whammi visszatér       | Dan Mansour                                 | 2018. november 27. |
| 45. | 19. | Gum Fu Gumble                     | Gum Fu Gumbli                | Bruce Griffiths                             | 2018. november 27. |
| 46. | 20. | Rustbeard                         | Rozsdaszakáll                | Matt Baker                                  | 2018. november 28. |
| 47. | 21. | Verry Berry Grubfest              | Bokros hernyó ünnepet        | Jen Upton                                   | 2018. november 28. |
| 48. | 22. | An Earful of Willi                | Egy fülnyi Willi             | Bruce Griffiths                             | 2018. november 29. |
| 49. | 23. | Boggle Boggle                     | Gülű rángás                  | Balck Sheep, Ciaran Murtagh és Andrew Jones | 2018. november 29. |
| 50. | 24. | Beyond Reasonable Drought         | Aszály, viszály              | Jen Upton                                   | 2018. november 30. |
| 51. | 25. | Better Together                   | Együtt jobb                  | Matt Baker                                  | 2018. november 30. |
| 52. | 26. | Better Out Than In                | Jobb kint, mint bent         | Dan Mansour                                 | 2018. december 3.  |